# Alena Volrábová

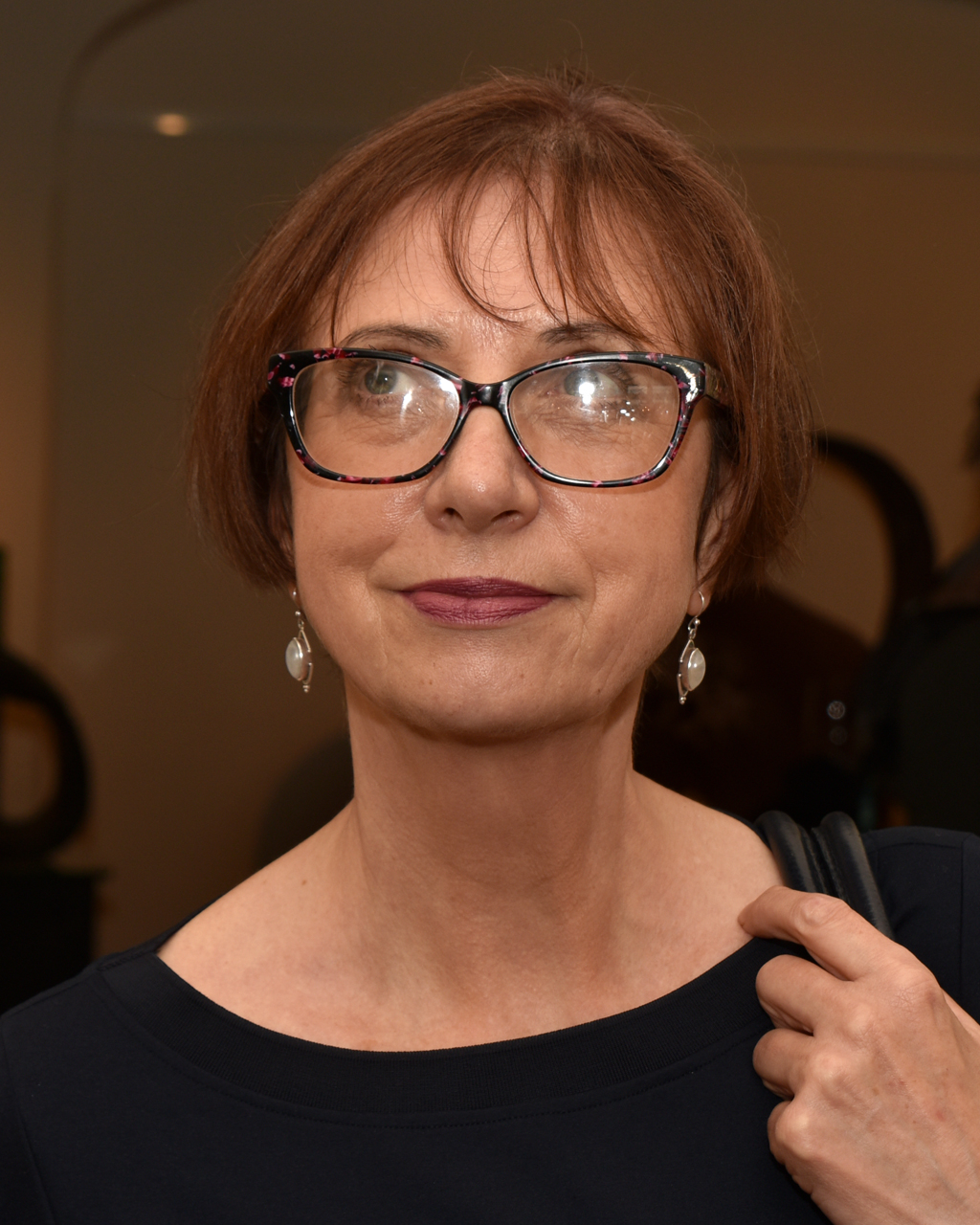
Alena Volrábová (2021)

Alena Volrábová (geboren 1959 in Prag) ist eine tschechische Kunsthistorikerin.

## Leben und Werk
Alena Volrábová studierte Kunstgeschichte an der Karls-Universität in Prag, sie promovierte in diesem Fach. Seit 1993 ist sie als Kuratorin für Zeichnungen Alter Meister für die Nationalgalerie Prag tätig. Seit 2007 ist sie dort Leiterin der Sammlung von Stichen und Zeichnungen. Ihre hauptsächlichen Interessens- und Arbeitsgebiete sind die Ikonografie der Frühen Neuzeit mit Schwerpunkt auf dem 16. und 17. Jahrhundert, insbesondere die Werke von Wenzel Hollar und Karel Škréta.

## Veröffentlichungen (Auswahl)
- mit Jürgen Ostermayer: Die deutsche Zeichnung des 15. und 16. Jahrhunderts Zeichnungen von Autoren aus deutschsprachigen Ländern in den Museumssammlungen der Tschechischen Republik. Katalog. Nationalgalerie Prag 2003. ISBN 978-80-7035-270-0
- Verba volant, scripta manent : příspěvky z kolokvia o kresbě a grafice Anně Rollové k narozeninám = papers from the colloquium on drawing and prints organised on the occasion of the anniversary of Anna Rollová. Nationalgalerie Prag 2006. ISBN 978-80-7035-349-3
- Německá kresba 1540-1650 : umění kresby v německy mluvících zemích mezi renesancí a barokem = Die Deutsche Zeichnung 1540-1650 : die Kunst der Zeichnung in der deutschsprachigen Ländern zwischen Renaissance und Barock. Katalog. Nationalgalerie Prag 2007. ISBN 978-80-7035-371-4
- Ars linearis : stará grafika a kresba Čech, Německa a Slezska v evropských souvislostech. Nationalgalerie Prag 2009. ISBN 978-80-7035-436-0
- Wenceslaus Hollar, 1607-1677 : drawings : a catalogue raisonné. Katalog. Nationalgalerie Prag 2017. ISBN 978-80-7035-661-6
- Václav Hollar a umĕní kresby = Wenceslaus Hollar and the art of drawing. Katalog. Nationalgalerie Prag 2019. ISBN 978-80-7035-726-2